# Єкабпілський район
Єкабпілський район (латис. Jēkabpils rajons) — колишній адміністративний район Латвії. Межував з Айзкраукльським, Мадонським, Прейльським, Даугавпілським районами Латвії та Литвою.
Адміністративний центр району — місто Єкабпілс.
Площа району — 2 998 км².